# Bochum
Bochum és una ciutat del Rin del Nord-Westfàlia, Alemanya a la regió del Ruhr, entre Essen i Dortmund.

## Història
Malgrat que Bochum fou fundada el segle xiv, la ciutat no va destacar fins al segle xix, quan la mineria de carbó i la indústria de l'acer van aparèixer a la regió del Ruhr i la van fer créixer. La població de Bochum es va multiplicar per deu entre 1850 i 1890.
Durant la Segona Guerra Mundial la ciutat fou intensament bombardejada pels anglesos i americans. Quasi tota la ciutat fou destruïda i moriren milers de ciutadans.
Entre el 1960 i el 2001, totes les mines tancaren. Altres indústries, com la de construcció d'automòbils van compensar la pèrdua de llocs de treball. El 1965 s'hi fundà la Ruhr Universität, la primera universitat de l'àrea del Ruhr posterior a la Segona Guerra Mundial. Durant una reforma de 1975, Wattenscheid, que fins aleshores havia estat una ciutat independent, va passar a integrar l'àrea urbana de Bochum. Un referèndum efectuat en contra de la integració no prosperà.
Al vessant nord del riu Ruhr s'hi conserven dos castells de l'edat mitjana. Són més famosos, però, el Museu de la Mineria Alemany, el musical Starlight Express (estrenat el 1988) i el nostàlgic Museu del Tren, al barri de Dahlhausen.
El club de futbol VfL Bochum, que milita a la primera divisió de la lliga alemanya des de 2006, té dures rivalitats amb els equips veïns del Borussia Dortmund i el FC Schalke 04 de Gelsenkirchen.

## Cultura
L'any 2010 la Conca del Ruhr va ser la capital europea de la cultura.
Oriünd d'aquesta ciutat és l'actor Christian Maria Goebel. El seu paper del comissari homosexual a Policia Criminal de Colònia va ser una novetat a les sèries alemanyes de policies.

## Connexions
Bochum està connectada a la xarxa d'autopistes mitjançant l'A 40 i l'A 43. L'estació central de trens està situada a la línia des de Duisburg a Dortmund i connecta la ciutat amb la xarxa de trens de llarga distància de la Deutsche Bahn i amb la de l'S-Bahn de la zona Rin-Ruhr. El transport local depèn de la BOGESTRA (Bochum-Gelsenkirchener Straßenbahnen AG), en cooperació amb la ciutat de Gelsenkirchen. Hi una sola línia de metro lleuger (Stadtbahn) que connecta la Universitat de Bochum i Herne, i diverses línies de tramvia que connecten amb Gelsenkirchen i amb Witten. El transport públic a la ciutat funciona amb el sistema de tarifes de l'associació de transports VRR.

## Ciutats agermanades
Bochum està agermanada amb
| - - Sheffield, Anglaterra, des de 1950 - - Oviedo, Espanya, des de 1980 - - Donetsk, Ucraïna, des de 1987 | - - Nordhausen, Turíngia (Alemanya), des de 1990 - - Xuzhou, República Popular de la Xina, des de 1994 |

## Persones il·lustres
- Christiane Gohl
- Manfred Eigen (1927- 2019) físic i químic, Premi Nobel de Química de l'any 1967